# Pescara
Pescara (IPA: [pesˈkaːra], Pescàrë o Piscàrë en pescarès) és una ciutat d'Itàlia a la regió dels Abruços, a la costa de la mar Adriàtica, i capital de la província de Pescara. Té uns 122.000 habitants (2006) i el seu terme té una superfície de 33,6 km². El seu patró és sant Cetteo del que es fa la festa el 10 d'octubre. Limita amb els municipis de Chieti (CH), Francavilla al Mare (CH), Montesilvano, San Giovanni Teatino (CH) i Spoltore.
Un dels campus de la Universitat Gabriele d'Annunzio té la seu a Pescara.

## Administració
| Període   | Identitat           | Partit |
| --------- | ------------------- | ------ |
| 2009-2014 | Luigi Albore Mascia | PdL    |
| 2014-     | Marco Alessandrini  | PD     |